# Habenaria ligulata
Habenaria ligulata är en orkidéart som beskrevs av Charles Schweinfurth. Habenaria ligulata ingår i släktet Habenaria och familjen orkidéer.
Artens utbredningsområde är Peru. Inga underarter finns listade i Catalogue of Life.